# Bisquèr
Bisquèr (en francès Visker) és un municipi francès situat al departament dels Alts Pirineus i a la regió d'Occitània.

## Demografia
| 1962                                       | 1968 | 1975 | 1982 | 1990 | 1999 | 2007 |
| ------------------------------------------ | ---- | ---- | ---- | ---- | ---- | ---- |
| 181                                        | 183  | 182  | 223  | 245  | 309  | 343  |
| Des de 1962: població sense dobles comptes |      |      |      |      |      |      |

## Administració
| Període   | Identitat       | Partit |
| --------- | --------------- | ------ |
| 1977-1995 | André Domec     |        |
| 1995-2001 | André Bertranne |        |
| 2001-2008 | Jean Duco       |        |
| 2008-     | Maryse Verdoux  |        |